# 冯燊
冯燊（1899年—1970年6月），男，广东恩平人，中华人民共和国军事人物、政治人物，曾任广东省总工会主席，广东省政协副主席。